# Louis Pouillet
Pour les articles homonymes, voir Pouillet.
Louis Charles Alexandre Pouillet, né à Paris (ancien 12e arrondissement) le 31 mai 1840 où il est mort dans le 6e arrondissement le 31 août 1910, est un relieur français.

## Biographie
Louis Pouillet s'installe vers 1870 au 5 rue du Pont-de-Lodi à Paris, puis 3 cours du Commerce-Saint-André. À sa mort, sa fille a repris son atelier et a exercé jusque vers 1950.

## Travail
Louis Pouillet a relié de grands textes pour des personnages connus et apparaît régulièrement chez les libraires et dans de grandes ventes aux enchères (Christies, Drouot, etc.), .

## Collections
- Bibliothèque nationale de France